# Kitzecker Pfarrkirche

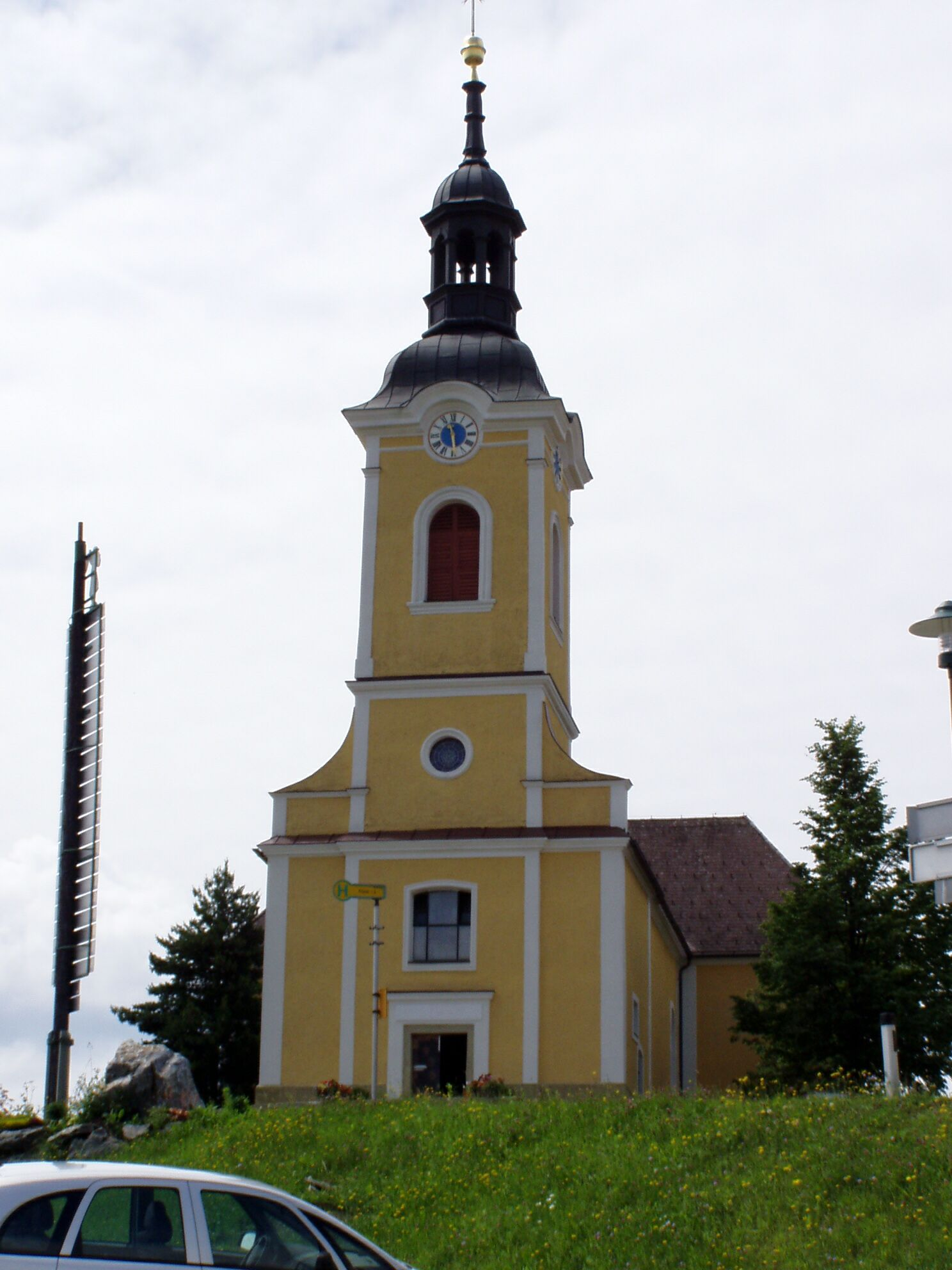
Katholische Pfarrkirche Schmerzhafte Maria in Kitzeck im Sausal

Die Pfarrkirche Schmerzhafte Maria ist eine römisch-katholische Kirche in der Gemeinde Kitzeck im Sausal in der Steiermark.

## Geschichte
Die Kirche wurde von 1640 bis 1644 als Stiftung von Philipp Trinkel aus Leibnitz errichtet. Im Jahre 1788 wurde die Filialkirche der Pfarrkirche St. Nikolai im Sausal zur selbständigen Pfarrkirche erhoben. Nach einem Brand des alten Turmes wurde 1835 über der Nordfassade ein neuer Turm mit Haube und Laterne errichtet. 1908 wurde ein Querschiff angebaut.

## Architektur
Das dreijochige Langhaus mit einem Querschiff mit Vierung und Chor ist auf Gurten kreuzgratgewölbt. Die figürlichen Glasgemälde wurden 1980 von der Innsbrucker Glasmalerei gefertigt.

## Ausstattung
Der Hochaltar im Rokoko-Stil aus dem letzten Drittel des 18. Jahrhunderts trägt ein Schnitzbild Pietà. Es gibt einen neubarocken Rochusaltar. Es gibt Bilder Hl. Florian und Hl. Rochus des Malers Matth. Zeldner von 1846. Die Orgel aus 1896 mit acht Registern wurde von Konrad Hopferwieser senior aus Graz gebaut.